# Oxburgh Hall
Oxburgh Hall é uma casa de campo com fosso em Oxborough, Norfolk, Inglaterra. O salão foi construído para Sir Edmund Bedingfeld, que obteve uma licença para ameiar em 1482. Os Bedingfelds ganharam a mansão de Oxborough por meio do casamento no início do século XV, e a família vive no salão desde sua construção, embora a propriedade tenha passado para o National Trust for Historic Interest or Natural Beauty em 1952. A casa passou por uma ampla reforma em meados do século XIX, sob a direção de John Chessell Buckler e Augustus Pugin.

## História

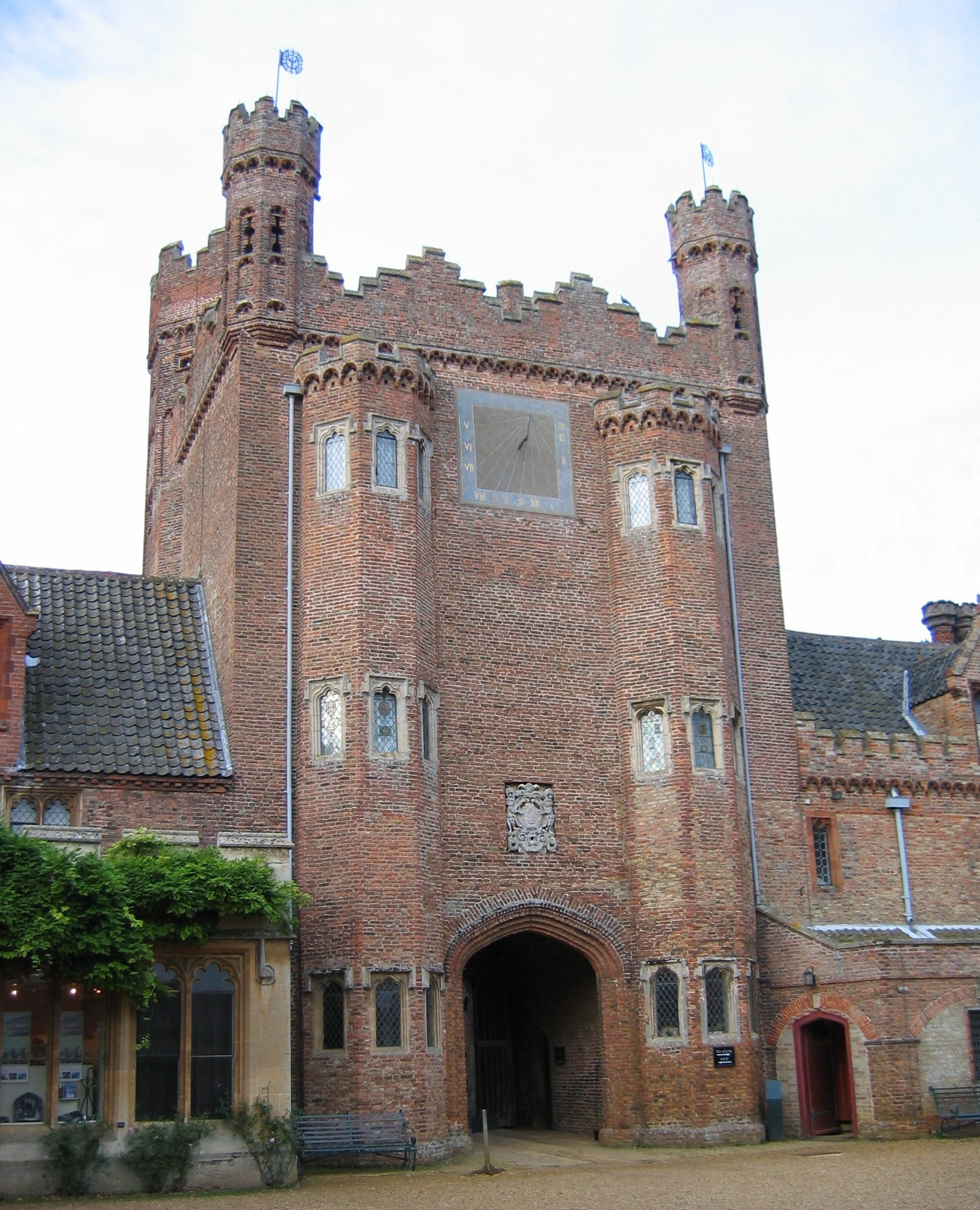
A frente do pátio da portaria, com torres de escada poligonais emparelhadas

Um exemplo de uma grande casa medieval voltada para o interior, Oxburgh fica dentro de um fosso quadrado de cerca de 75 metros de cada lado e foi originalmente fechada; a gama de salões em frente à portaria foi demolida em 1772 para Sir Richard Bedingfeld, proporcionando uma casa mais aberta em forma de U, com a extremidade aberta do U voltada para o sul. A entrada, alcançada por uma ponte de três arcos no lado norte, faz-se através de uma portaria fortificada, descrita por Nikolaus Pevsner como "a mais proeminente das portarias inglesas de tijolo do século XV". O portão foi projetado para evocar o poder e prestígio do proprietário, embora como fortificação seu valor seja amplamente simbólico; é flanqueado por altas torres poligonais que se erguem em sete níveis, com alas simétricas estendendo-se de ambos os lados e não revelando nada no exterior de seus diferentes arranjos internos. Por volta de 1835, a extremidade aberta do U foi preenchida com uma faixa pitoresca, de maneira nenhuma arqueologicamente correta, que recriou o pátio central. Outras adições vitorianas incluem os frontões escalonados de estilo flamengo, a enorme torre sudeste, as janelas de vidro pendendo do fosso (ilustração à esquerda) e chaminés de terracota. Quatro torres foram adicionadas à horta murada. Na década de 1830, sob o comando de Sir Henry Richard Paston-Bedingfield, John Chessell Buckler e Augustus Pugin foram contratados para restaurar e desenvolver o salão.  Uma capela foi acrescentada e a horta murada e os jardins de flores foram reconstruídos. Um bloco estável também foi adicionado. 
O salão é conhecido por seu buraco de sacerdote. O católico Bedingfelds construiu o armário, acessado através de um lavatório, para permitir a ocultação dos padres. O salão também é notável pelas cortinas de Oxburgh, tapeçarias feitas por Maria da Escócia e Bess de Hardwick. Mary trabalhou neles enquanto estava presa na Inglaterra, sob a custódia do conde de Shrewsbury.
Um parque paisagístico foi projetado ao sul e a oeste da casa na década de 1830. Um parterre francês foi estabelecido a leste do fosso nesta época e um campo de lazer a oeste da nova capela também foi criado. A propriedade tem uma série de caminhadas na floresta, incluindo uma trilha 'Woodland Explorer'.
Oxburgh Hall e a propriedade restante foram leiloados em lotes em 1950. O Hall e os jardins foram demolidos em 1951, mas foram salvos quando Sybil, Lady Bedingfeld, sua filha, Sra. Frances Playford, e a sobrinha Sra. Violet Hartcup levantaram fundos suficientes para comprar Oxburgh de volta antes presenteando a Nação em 1952.

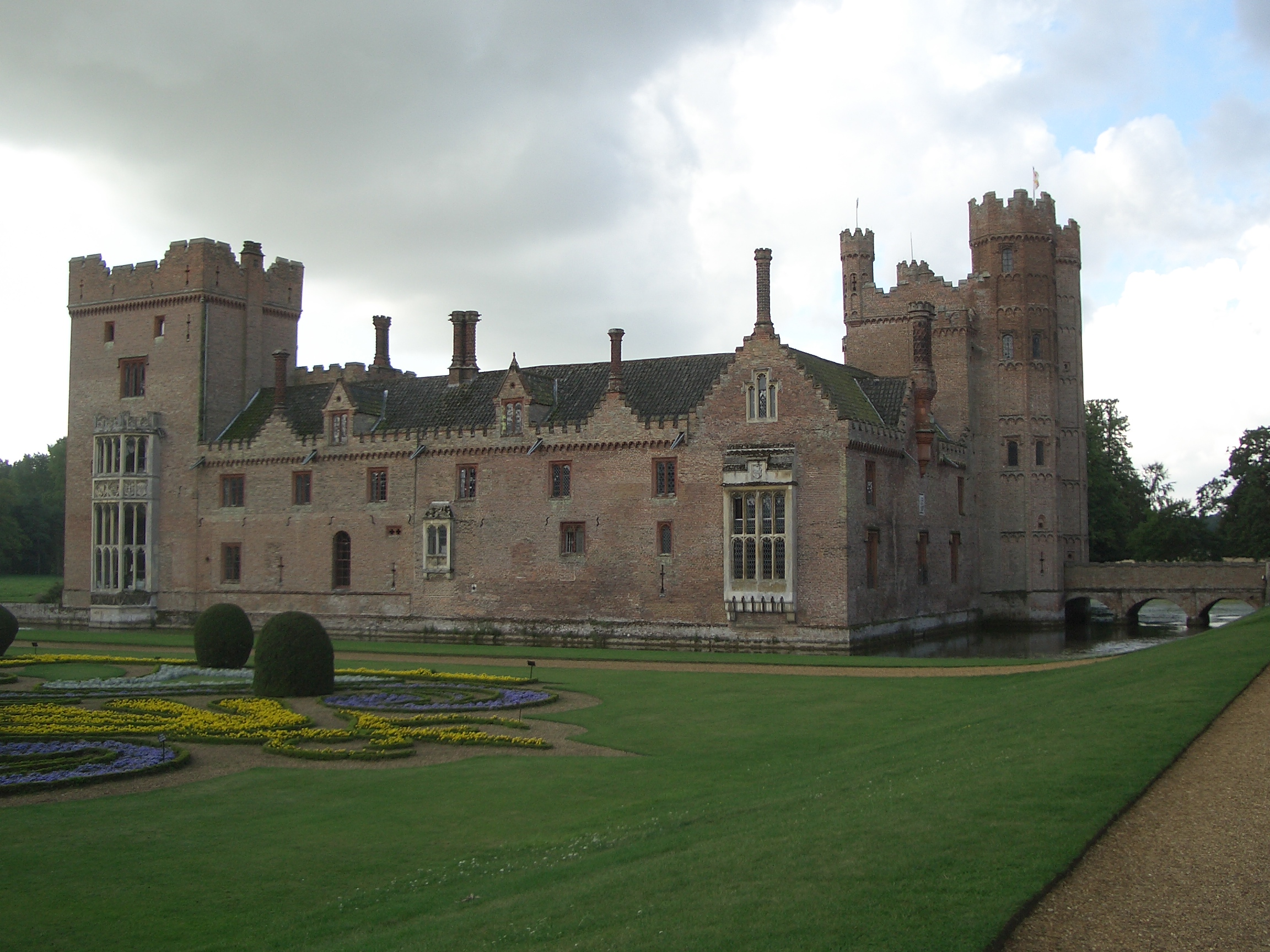
Oxburgh Hall: um padrão vitoriano - parterre situado no gramado

## Arquitetura e descrição
O salão foi classificado como Grau I na Lista do Patrimônio Nacional da Inglaterra desde 1951. Este é o nível mais alto de designação. Os jardins paisagísticos e formais do salão foram listados no Registro de Parques e Jardins Históricos desde 1987.